# Sabine!
Sabine! (in der ersten Staffel mit einem und in der zweiten Staffel mit zwei Ausrufezeichen im Titelbild) ist eine Serie um eine junge Oberstufenlehrerin namens Sabine Vogt, gespielt von Bojana Golenac, die in den Jahren 2004/2005 im ZDF lief. Wiederholungen wurden auf Premiere von 2006 bis 2008 ausgestrahlt. Die Serie umfasst zwei Staffeln von jeweils zehn Folgen.

## Inhalt
Die Oberstufenlehrerin Sabine Vogt schickt sich an, ihre Heimat Deidesheim in der Pfalz zu verlassen, um mit ihrem Lebensgefährten Ben Hombach – gespielt von Max Urlacher – in der Hauptstadt zusammenzuziehen. Zum Abschied schenken ihre Freunde ihr ein lebendiges Schwein, ein Minischwein namens „Lili“. Als Scherz gedacht, kommt dieses Geschenk bei Sabine zunächst gar nicht gut an. Weggeben mag sie es dann aber auch nicht, da sie nicht weiß, wohin damit.
In Berlin angekommen, stellt sich heraus, dass ihr Lebensgefährte mittlerweile eine andere Freundin namens Maren Wolf – gespielt von Mariella Ahrens – hat. Zu allem Überfluss arbeitet diese an derselben Schule wie Sabine. Ihren Liebeskummer kann Sabine dann meist nur bei „Lili“ wieder loswerden.
Weitere Konflikte ergeben sich mit ihrem neuen Direktor Dr. Leitmeyer, da sich die beiden nicht ausstehen können. Obendrein verliebt sich auch noch dessen Sohn Paul (Ferenc Graefe), der Schüler an besagter Schule ist, in Sabine.

## Kritik
Im Jahr 2005 deckte Volker Lilienthal Schleichwerbung in der Serie auf.